# Провулок Гарета Джонса (Київ)
Прову́лок Га́рета Джо́нса — провулок у Шевченківському районі міста Києва. Пролягає від вулиці Ґарета Джонса до Дегтярівської вулиці.

## Історія
Провулок виник як у 2010-х роках під назвою Проєктний 13120. Сучасна назва на честь британського журналіста Ґарета Джонса — з 2020 року.